# Iona Jakir
Iona Ėmmanuilovič Jakir (in russo: Иона Эммануилович Якир; Chișinău, 3 agosto 1896 – Mosca, 12 giugno 1937) è stato un generale sovietico.
Comandante dell'Armata Rossa ed uno dei maggiori riformisti in campo militare tra la prima e la seconda guerra mondiale, cadde vittima delle "Grandi Purghe" dell'epoca stalinista, insieme al maresciallo Michail Nikolaevič Tuchačevskij. Nel 1957 è stato ufficialmente riabilitato da Nikita Chruščёv.

## Biografia
Jakir nacque a Chișinău, Bessarabia, Impero russo, in una ricca famiglia di un farmacista ebreo. Si diplomò alla locale scuola secondaria nel 1914. A causa delle restrizioni governative imposte agli ebrei circa l'accesso all'istruzione superiore, Jakir studiò chimica presso l'Università di Basilea in Svizzera. Durante la prima guerra mondiale, fece ritorno nell'Impero russo e lavorò come operaio in una fabbrica militare di Odessa, in Ucraina (era un riservista). Dal 1915 al 1917, frequentò l'Istituto Tecnologico di Charkiv. Durante gli anni di guerra divenne uno dei seguaci delle teorie di Vladimir Lenin. Nel 1917, fece ritorno a Chișinău, e in aprile divenne membro del Partito Bolscevico. Inoltre, divenne membro della Commissione rivoluzionaria del governatorato della Bessarabia. Dal gennaio 1918, prese attivamente parte alla presa del potere da parte dei Bolscevichi in Bessarabia. Quando la Romania intervenne per riconquistare la regione, Jakir guidò la resistenza bolscevica ma le sue esigue truppe furono sopraffatte dall'esercito regolare rumeno.

### Guerra civile russa
Jakir si ritirò in Ucraina e combatté contro le forze di occupazione Austro-ungariche in qualità di comandante di un reggimento cinese dell'Armata Rossa. Venne seriamente ferito nel marzo 1918 nei pressi di Ekaterinoslav. All'inizio della guerra civile russa tra Bolscevichi e Armata Bianca più vari altri movimenti anti-Bolscevichi, Jakir era un membro del Partito Bolscevico nelle provincia di Voronež ed iniziò il suo servizio nell'Armata Rossa come Commissario politico. Diede prova di talento militare e fu nominato comandante di campo. Nell'ottobre 1918, come membro del Consiglio rivoluzionario dell'8º Armata sul fronte meridionale, svolse con successo importanti operazioni contro i Cosacchi del Don comandati da Pëtr Nikolaevič Krasnov. Eseguì gli ordini di Lenin circa la persecuzione dei civili cosacchi e lo sterminio di quasi la metà della popolazione maschile cosacca. La guerra contro bande armate e la repressione nei confronti dei civili furono parte integrante della guerra civile russa. Incoraggiato dalle teorie bolsceviche sulla lotta di classe, Jakir, come altri membri del Partito Comunista, prese parte al Terrore rosso con profonda convinzione. Per i suoi servigi, egli ricevette la più alta decorazione militare dell'epoca, l'Ordine della Bandiera rossa.
Nell'estate del 1919, Jakir venne inviato in Ucraina al comando di una divisione di fucilieri, e nell'agosto 1919, divenne il comandante del gruppo meridionale della 12ª Armata, che includeva la 45ª e la 58ª divisione di fucilieri. Entrambe le divisioni furono circondante dalle forze nemiche a Odessa. Jakir mise in atto una delle più inusuali operazioni militari della guerra civile. Egli forzò l'accerchiamento e spinse le sue truppe in avanti tra le linee nemiche per una distanza di 400 km per ricongiungersi con l'Armata Rossa a Žytomyr. Come altri comandanti bolscevichi che non avevano esperienza di accademia militare, egli venne assistito nell'operazione da ex ufficiali zaristi del suo staff, ma questo non nega il suo ruolo nel pianificare e mettere in atto l'impresa. Per questa operazione, Jakir fu decorato per la seconda volta con l'Ordine della Bandiera rossa. Jakir prese parte in azioni contro le forze dei bianchi di Nikolaj Nikolaevič Judenič in difesa di Pietrogrado, nella soppressione della guerriglia anarchica ucraina di Nestor Machno, e nella Guerra sovietico-polacca. Nel 1930 ricevette per la terza volta l'Ordine della Bandiera rossa, diventando uno dei comandanti più decorati dell'Armata Rossa.

### Riforme in campo militare
Dopo la guerra, Jakir fu posto al comando di battaglioni dislocati in Ucraina. In questo periodo lavorò a stretto contatto con Michail Frunze ed entrò a far parte del suo ristretto circolo di ufficiali innovatori in campo militare. Tra gli altri ufficiali era presente Michail Nikolaevič Tuchačevskij che divenne amico di Jakir. Nell'aprile 1924 Jakir venne promosso a capo del Direttorato centrale delle accademie militari dell'Armata Rossa e contemporaneamente divenne editore di una rivista specializzata nella teoria in campo militare, Voennyj Vestnik.
Nel novembre 1925, dopo la morte di Frunze, Jakir divenne comandante del Distretto Militare Ucraino. In stretta coordinazione con Tuchačevskij ed altri ufficiali, mise in atto molte sperimentazioni strategiche, tattiche e procedurali nell'esercito. Nell'addestramento delle sue truppe, incoraggiò l'iniziativa personale degli ufficiali dando loro ampia libertà decisionale. Nel 1928 e 1929, Jakir studiò presso l'accademia militare di Berlino. Ciò era stato possibile grazie all'intensa cooperazione militare dell'epoca tra l'Unione Sovietica e la Germania. L'approccio innovativo di Jakir impressionò favorevolmente i suoi colleghi tedeschi. Il Feldmaresciallo Paul von Hindenburg, lo lodò personalmente reputandolo uno dei più talentuosi comandanti militari del periodo post-prima guerra mondiale.
Tornato in Ucraina al suo Distretto Militare, Jakir continuò le sue riforme militari. Egli fu uno dei sostenitori della supremazia dei carri armati sui reparti di cavalleria, in contrasto con l'opinione di Stalin. Nel 1935, per diminuire il potere e l'influenza di Jakir che si stava troppo allargando, il Distretto Militare Ucraino fu diviso in due nuovi distretti: quello di Kiev, comandato da Jakir, e quello di Charkiv.
Nel settembre 1935, Jakir portò a termine con successo svariate manovre militari nella zona di Kiev. La cosa gli fece guadagnare le copertine di molte riviste e un approfondito articolo elogiativo sul giornale ufficiale dell'Armata Rossa Krasnaja Zvezda ("Stella rossa"). Lo scopo principale di queste manovre era testare la teoria delle "operazioni in profondità" (promossa da Tuchačevskij) e delle ultime tecnologie in fatto di armamenti. Un totale di 65,000 uomini, 1,200 carri armati e 600 velivoli presero parte alle operazioni. Nel 1935 Jakir venne promosso al grado di Comandante d'armata di 1° rango, all'epoca la seconda carica militare più alta in Unione Sovietica.

### Coinvolgimento politico
Stalin, il quale all'epoca stava consolidando il proprio potere nel Paese, approvò l'operato di Jakir al Distretto Militare Ucraino. Tuttavia, non si fidava completamente di lui e diede istruzione al fido Kaganovič di stringere rapporti di amicizia con Jakir in modo che egli potesse relazionarlo circa le attività di quest'ultimo. Jakir, che era un convinto sostenitore della causa comunista, era attivamente coinvolto in politica. Era membro della Commissione Centrale del Partito Comunista dell'Unione Sovietica di Mosca e membro del Politburo del Partito Comunista Ucraino. Sebbene in campo militare fosse ingegnoso e di libero pensiero, in politica era un docile membro di partito che seguiva fedelmente le direttive della linea stalinista.
La sua cieca obbedienza al Partito non lo salvò comunque. Stalin non voleva che i suoi comandanti militari godessero di troppa libertà di pensiero per paura di possibili colpi di stato. Mentre l'atteggiamento di Stalin nei confronti di Jakir era in apparenza amichevole, in privato il leader non ne tollerava nemmeno la presenza. All'inizio del periodo delle Grandi Purghe nel 1936, l'NKVD arrestò molti collaboratori e sottoposti di Jakir. Si trattava di una procedura abituale da parte della polizia segreta atta a "fare il vuoto intorno" a futuri accusati. Jakir fu uno dei pochi comandanti sovietici che si appellò direttamente a Stalin per salvare i suoi ufficiali; si recò direttamente a Mosca e cercò di convincere personalmente Vorošilov dell'innocenza dei propri subordinati arrestati. Tuttavia, gli appelli di Jakir rimasero inascoltati, e anzi, furono visti come un'ulteriore conferma della sua contrarietà alla necessità delle purghe e quindi alle decisioni di Stalin.

### Arresto, processo, ed esecuzione
Il 10 e 11 maggio 1937, l'Armata Rossa fu scossa da grossi cambiamenti. Il Maresciallo Tuchačevskij venne rimosso dal suo incarico e trasferito ad un distretto militare sul Volga di poca importanza. Nello stesso tempo anche Jakir fu trasferito: da Kiev a Leningrado. A differenza di Tuchačevskij, non si trattò però di un'evidente retrocessione. Tuchačevskij fu arrestato il 22 maggio mentre era in viaggio verso la sua nuova destinazione. Jakir stava presenziando a una conferenza nel Distretto Militare di Kiev quando venne a sapere la notizia. Il suo atteggiamento cambiò drasticamente – abitualmente bonario, amichevole, e spiritoso, divenne estremamente nervoso ed insicuro dopo il suo trasferimento a Leningrado.
Il 31 maggio 1937, l'NKVD arrestò Jakir, e lo condusse alla prigione della Lubjanka a Mosca. Lui e sette altri ufficiali di alto grado (Boris Fel'dman, Robert Ėjdeman, Avgust Kork, Vitalij Primakov, Vitovt Putna, Michail Tuchačevskij e Ieronim Uborevič), furono accusati di far parte di un'organizzazione militare trockista anti-sovietica e di essere spie al servizio dei nazisti. Tranne Fel'dman, che collaborò fin da subito, tutti gli altri accusati furono brutalmente torturati per farli confessare. Jakir (fino a quando crollò) ribadì sempre la propria innocenza, sia scrivendo lettere personali a Stalin e sia nel corso del processo a porte chiuse dell'11 giugno. Anche se generalmente ammise di aver preso parte alla cospirazione, egli negò risolutamente di essere una spia. Durante il processo gli venne richiesto di fornire dettagli ulteriori circa la sua confessione scritta, ma Jakir invece dichiarò di non poter aggiungere nulla a quanto da lui dichiarato. Una delle sue ultime lettere a Stalin era una chiara supplica:
(Iona Jakir)
Stalin e gli altri membri del Politburo fecero diversi commenti cinici sulla missiva, e Stalin annotò di suo pugno sulla stessa le parole "vigliacco e mignotta" mentre Vorošilov e Molotov aggiunsero: "definizione perfettamente accurata". Infine, Lazar' Kaganovič scrisse: "L'unica punizione per questo traditore, feccia, e puttana, è la pena di morte".
Jakir e gli altri sette ufficiali furono giustiziati a Mosca, subito dopo il processo, alle prime luci dell'alba del 12 giugno 1937, senza nemmeno aver potuto leggere le sentenze di condanna. I corpi furono cremati in loco, e le ceneri disperse in una fossa comune del cimitero Donskoj. Anche membri della famiglia di Jakir furono giustiziati, come il fratello minore Moris Ėmmanuilovič (1902–1937), o mandati in campi di lavoro: la sorella minore di Jakir, Izabella Ėmmanuilovna (1900–1986) scontò una pena di 10 anni mentre la moglie, Sarra Lazarevna (1900–1971) ed il figlio quattordicenne, Pëtr Ionovič (1923–1982), trascorsero circa 20 anni in un gulag. Gli scritti militari di Jakir furono messi al bando. Inoltre, la stampa sovietica dell'epoca definì "traditori" tutti i militari giustiziati, e pubblicò articoli dove erano lodate le loro esecuzioni, con la firma di importanti artisti sovietici – nonostante alcuni di essi si fossero rifiutati di sottoscrivere tale affermazione (Boris Pasternak fu tra quanti si rifiutarono di controfirmare).

## Giudizio postumo

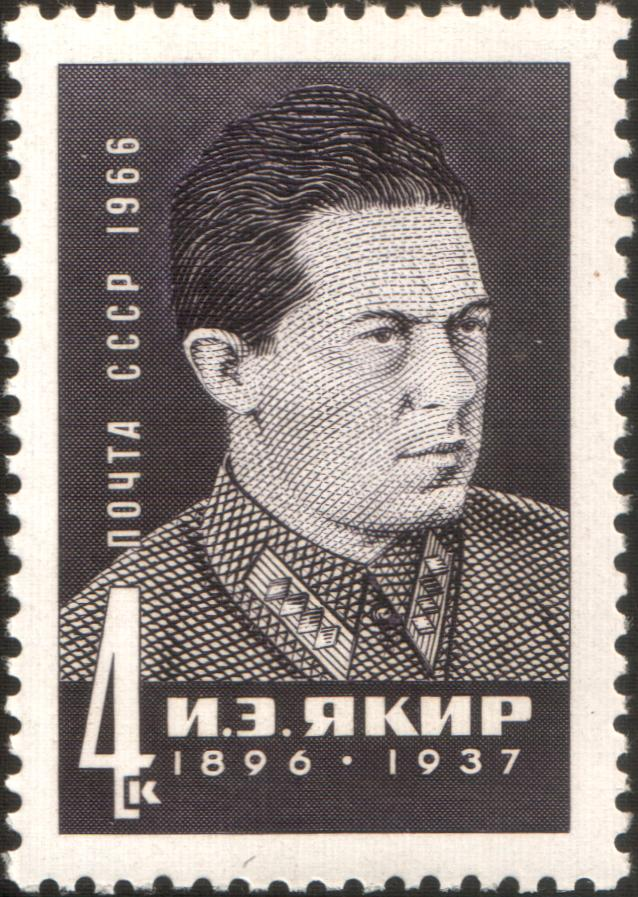
Francobollo con l'effige di Jakir emesso in URSS nel 1966 dopo la sua riabilitazione postuma

I giudizi a posteriori su Jakir non sono unanimi, persino oggi. Come giovane comandante durante la guerra civile, egli ricorse a metodi brutali e di eccessiva violenza (lanciafiamme, mitragliatrici) contro membri civili della resistenza e popolazione Cosacca, effettuando anche delle razzie nei territori conquistati. Successivamente, durante gli anni della Collettivizzazione, egli guidò spedizioni punitive nei confronti di contadini inermi. Molti ritennero che fosse personalmente responsabile della grande carestia in Ucraina tra il 1932 e il 1933. Inoltre, essendo di origini ebraiche, ed avendo supportato Trockij durante e persino dopo la guerra civile (Trockij era un amico di famiglia dei Jakir), si guadagnò ben presto l'antipatia di Stalin. Infine, Jakir non nascose mai il suo lussuoso tenore di vita a Kiev (aveva preso dimora in uno dei palazzi della residenza Mežyhir"ja).
Come riformatore in campo militare, però, egli è da ritenersi indubbiamente notevole. Lavorò per far progredire l'Armata Rossa fino alla morte. Il 10 giugno 1937, due giorni prima della sua esecuzione, Jakir scrisse una lunga lettera a Nikolaj Ivanovič Ežov, capo della NKVD, in merito a sue osservazioni circa importanti questioni in ambito militare. Dopo la sua morte, la purga spazzò via un gran numero di ufficiali che erano stati suoi sottoposti. Molti degli espedienti e delle precauzioni prese da Jakir, inclusi i suoi preparativi per attività di guerriglia in caso di invasione nemica dell'Ucraina, furono scartate. Quando la Germania invase l'Unione Sovietica nel giugno 1941, l'Armata Rossa non resse l'urto e riportò perdite eccessive di uomini e mezzi causa l'arretratezza delle tecniche di combattimento e l'impreparazione del comando. I sovietici subirono sconfitte terribili ed enormi perdite di territorio prima di assestarsi e modernizzare tattiche ed approccio alla guerra. I discepoli di Jakir che sopravvissero alle grandi purghe, utilizzarono l'esperienza accumulata sotto il suo comando per contribuire alla vittoria sulla Germania nazista di Hitler.
Durante il periodo della destalinizzazione, il 31 gennaio 1957 Nikita Sergeevič Chruščёv riabilitò ufficialmente Iona Jakir. Il suo cenotafio si trova nel Cimitero Vvedenskoe a Mosca.